# Лотито, Клаудио
Клаудио Лотито (итал. Claudio Lotito; 9 мая 1957 года, Рим) — итальянский предприниматель, с 2004 года является владельцем и президентом итальянского футбольного клуба «Лацио».

## Биография
Родился в Риме в семье родом из Сан-Лоренцо, из деревни близ Аматриче (провинция Риести). В юности выступал на позиции вратаря за любительский клуб ASD Amatrice Calcio
Лотито имеет диплом классического лицея Ugo Foscolo в Альбано-Лациале по антиковедению и звание бакалавра искусств в области педагогики с отличием оконченного им Римского университета Ла Сапиенца.
В 2006 году Лотито был отлучён от футбола на два с половиной года за участие в кальчополи. Он был также признан виновным в незаконном участии в трансферах Мауро Сарате и Хулио Рикардо Круса. В итоге срок дисквалификации был существенно сокращён.
В 2015 году был удостоен финансового Fair Play Award (награда ассоциации итальянских тренеров и некоммерческого агентства DGS Sport e Cultura) за грамотное и тщательное управление футбольным клубом.
В 2022 был внесён кандидатом в списки голосования за президента Итальянской республики.